# Taigan
De taigan, ook bekend als de Kyrgyz Taighany (Kyrgyzskaya Borzaya in het Russisch) is een windhond uit Kirgizië die nog niet is erkend door de FCI, maar wel wordt erkend door een aantal kennelclubs op nationaal niveau.
Ze hebben halflang en licht krullend haar en zijn qua lichaamsbouw vergelijkbaar met de greyhound. Ze zijn lid van de familie van de windhonden.

## Beschrijving

### Uiterlijk
De taigan is een windhond die iets groter is dan een medium hond. De minimale hoogte voor reuen is 65 cm en voor teven 60 cm. De oren hangen af, zijn dik en bedekt met een lange, zachte, golvende vacht.
Een typisch kenmerk van de taigan is de ring aan het uiteinde van de staart. De basiswervels van de ring zijn aan elkaar verbonden, hierdoor kan de ring niet worden afgerold.
Het grote volume van de longen, de (in vergelijking met andere windhonden) sterke botten en de dikke vacht maken dat de taigan kan werken op ruw terrein en op hoogtes tot 4000 m boven de zeespiegel.

#### Vacht
De vachtkleur kan zwart, zwart met wit (meest voorkomende), grijs, bruin en geel (of andere variaties van deze kleur) en wit zijn. Donkere vachten kunnen hier en daar witte markeringen hebben. De vacht is zacht, lang en dik. In de winter wordt de ondervacht meer ontwikkeld.

## Geschiedenis
Net zoals de azawakh, sloughi, saloeki, Afghaanse windhond en de Mid-Aziatische tazi is de taigan lid van de familie van de Oosterse windhonden die men kan terugvinden in Noord-Afrika en Centraal-Azië.
Tijdens het merendeel van hun geschiedenis waren de Kirgiziërs een overwegend nomadisch volk, die emigreerde door uitgestrekte delen van Siberië en Centraal-Azië. Hierdoor is het zeer onwaarschijnlijk dat de oorsprong van de taigan terug te traceren valt naar één voorouder, hoewel de hedendaagse taigan beslist een berghond is die perfect is aangepast aan het werk in de alpine regio's van het Tiensjan-gebergte.
Tijdens de jaren '30 zijn Sovjet kynologen begonnen met het registreren van de bestaande exemplaren in de Kirgizische Socialistische Sovjetrepubliek, maar dit werk moest worden stopgezet na de Duitse invasie van de Sovjet-Unie in 1941. In 1964 legde de Sovjet-Unie de eerste standaard vast voor dit ras. Anders dan in vele westerse landen, is de hazenjacht met behulp van windhonden altijd legaal geweest in de Sovjet-Unie; jagers werden samengebracht in kolchozen en moesten een bepaalde hoeveelheid bont leveren aan de collectieve boerderijen.
Nadat Kirgizië onafhankelijk werd in 1991, onderging de rol van het ras een verandering. De ineenstorting van de collectieve boerderijen dwong vele mensen in de landelijke gebieden van Kirgizië om terug te keren naar het nomadische leven van hun voorouders. Voor sommigen onder hen werd de jacht met de taigan opnieuw een bezigheid die hen hielp om hun brood te verdienen. Aan de andere kant waren er leden van de nieuwe stedelijke hoge klasse die, tijdens de voorbije jaren, de taigan ontdekte als een prestigieus symbool van nationaal erfgoed.
In 1995 legde de Kynologische Raad van de Kirgizische Republiek (een orgaan dat verbonden was aan het Ministerie van Landbouw) een nieuwe rasstandaard vast, die later door de jachtcommissie op het Ministerie van Milieubescherming is goedgekeurd. Er werden een aantal rastentoonstellingen georganiseerd in Bishkek, maar slechts een kleine groep jagers afkomstig van het platteland waren aanwezig.
Tijdens een staatsbezoek aan Noorwegen in november 2003, schonk de voormalige Kirgizische president, Askar Akajev, twee taiganpuppy's aan koning Harald V en premier Kjell Magne Bondevik. Dit veroorzaakte lichte diplomatieke onrust, omdat de Noorse importverordeningen dicteren dat honden die geïmporteerd worden uit niet-Europese landen voor vier maanden in quarantaine moeten eer ze het land in mogen, en zowel de koning noch de premier waren bereid om de honden te houden. Om te voorkomen dat de gevoelens van de Kirgizische delegatie zouden gekwetst worden, werd er besloten dat de burgemeester van Trondheim, Rita Ottervik, voor de puppy's zou zorgen. Deze werden later gegeven aan ervaren hondeneigenaars nadat ze uit quarantaine kwamen.
Sinds 2005 bestaat er een nationale kennelclub in Kirgizië, die aangenomen is als contactpartner door de FCI in 2009. Dit zou het nu voor Kirgizië mogelijk maken om de internationale erkenning voor de taigan aan te vragen, op voorwaarde dat ze een aanvraag verzenden naar de FCI Rasstandaard Commissie. De FCI-clubs in Rusland, Oekraïne, Wit-Rusland, Kazachstan, Oezbekistan, Estland, Letland, Litouwen, Hongarije, Polen en Duitsland hebben echter de taigan al erkend op nationaal niveau.

## Gebruik en activiteiten
De taigan is een windhond die is aangepast aan de extreme bergachtige omstandigheden in het Tiensjan-gebergte. Typische prooien zijn steenbokken, reeën, wolven, vossen en marmotten. Sommige jagers gebruiken de taigan ook in combinatie met een getrainde roofvogel, in het bijzonder de steenarend. De jacht op de tolaihaas (Lepus Tolai) is echter een uitzondering.
Ten gevolge van het ruwe terrein in zijn natuurlijke omgeving, gebruikt de taigan al zijn zintuigen tijdens de jacht. Dat wil zeggen, in tegenstelling tot andere windhonden, jaagt de taigan niet alleen op het zicht, maar ook door middel van geur en geluid. Zijn jachtstijl vertoont hierdoor gelijkenissen met rassen zoals de podenco ibicenco en de faraohond.